# あたしンち (曲)
「あたしンち」は、矢野顕子の27枚目のシングル。2003年12月3日にEpic Recordsから発売された。

## 概要
- 2003年12月6日に公開されたアニメ映画『映画 あたしンち』の主題歌[1]。『あたしンち』の原作のファンである矢野に主題歌の依頼が来たことにより制作された[2]。2003年10月にニューヨークで制作された[1]。
- 映画の上映開始初期には、テレビアニメ版のエンディングテーマとしても使用された。しかし、VHS及びDVDでは「来て来てあたしンち」に差し替えられている。
- カップリングの「いいこ いいこ（Good Girl）」は、1991年10月25日に発売されたアルバム『LOVE LIFE』からのシングルカットである[3]。この楽曲がカップリング曲としてシングルカットされるのは1992年発売の「BAKABON」、1994年発売の「夢のヒヨコ」に続いて3回目である[4][5]。

## 収録曲
（全作曲・編曲：矢野顕子）
1. あたしンち [4:23]
作詞：矢野顕子
  - アニメ映画『映画 あたしンち』主題歌[6]
2. いいこ いいこ（Good Girl） [4:06]
作詞：糸井重里
3. あたしンち -Instrumental- [4:21]

## 参加ミュージシャン
| - あたしンち - ピアノ：矢野顕子 - ハモンドB3オルガン：矢野顕子 - ベース：Will Lee - コーラス：Will Lee - ドラムス：Steve Jordan - ギター：David Spinozza - ホルン：Peter Gordon - トロンボーン：Tom Malone - テナーサックス：Donny McCaslin - バリトンサックス：Rodger Rosenberg - 管楽器アレンジ：Gil Goldstein | - いいこ いいこ（Good Girl） - ギター：Pat Metheny - キーボード：宮沢和史 - コーラス：矢野顕子、宮沢和史 |

## 収録アルバム
| 曲名                       | 収録アルバム                                 | 発売日         | 規格品番    |
| -------------------------- | -------------------------------------------- | -------------- | ----------- |
| あたしンち                 | 『いままでのやのあきこ』                     | 2006年8月23日  | MHCL-874〜6 |
| あたしンち                 | 『矢野山脈』                                 | 2016年11月30日 | VICL-64624  |
| いいこ いいこ（Good Girl） | 『LOVE LIFE』                                | 1991年10月25日 | ESCB-1255   |
| いいこ いいこ（Good Girl） | 『ひとつだけ/the very best of 矢野顕子』     | 1996年9月23日  | ESCB-1776   |
| いいこ いいこ（Good Girl） | 『TWILIGHT 〜the“LIVE”best of Akiko Yano〜』 | 2000年6月21日  | ESCB-2139   |